# Reinhard Libuda
Reinhard  "Stan" Libuda (Wendlinghausen, Alemania, 10 de octubre de 1943 - Gelsenkirchen, Alemania, 25 de agosto de 1996) fue un futbolista alemán, que se desempeñó como delantero en el extremo derecho y que militó en diversos clubes de Alemania y Francia. Libuda es un jugador plenamente identificado con el Schalke 04, club donde jugó casi toda su carrera.
Su tremenda habilidad como driblador fue su mayor cualidad en el Borussia Dortmund de 1966 cuando obtuvieron el Campeonato de Copa de Alemania Federal y ganando la clasificación y tercer lugar en la Copa del Mundo 1970 en México. En la Final de Ganadores de la Copa UEFA en 1966 anotó el gol  en el tiempo extra que le dio la victoria al Borussia Dortmund por 2-1 contra el Liverpool F.C.
Libuda jugó para el FC Schalke 04 desde 1961 hasta 1976 con dos interrupciones: de 1965 hasta 1968 jugó para el Borussia Dortmund y en 1972-73 para el RC Strasbourg.
Entre 1963 y 1971, Libuda tuvo 26 capitanías para el equipo nacional de Alemania Occidental y anotó tres goles. En la Bundesliga Alemana jugó 264 juegos y anotó 28 goles para el FC Schalke 04 y Borussia Dortmund.
Estuvo involucrado más tarde en un escándalo de la Bundesliga en 1971. Años después Libuda padeció de cáncer y murió de las complicaciones de su enfermedad por un ataque cerebral.
Libuda se ganó el apodo de "Stan" después que el jugador inglés Stanley Matthews quién jugaba la misma posición que él, y que tenía una amplia habilidad para el dribling (gambeta). Los aficionados del Schalke utilizaron un eslogan de 1960s de la Iglesia Evangélica: Nadie evade a Jesús excepto Stan Libuda. El eslogan es parte de un musical hecho para el Schalke.

## Clubes
| Club              | País     | Año         |
| ----------------- | -------- | ----------- |
| Schalke 04        | Alemania | 1954 - 1965 |
| Borussia Dortmund | Alemania | 1965 - 1968 |
| Schalke 04        | Alemania | 1968 - 1972 |
| RC Strasbourg     | Francia  | 1972 - 1973 |
| Schalke 04        | Alemania | 1973 - 1976 |

## Selección nacional
Ha sido internacional con la Selección de fútbol de Alemania; donde jugó 26 partidos internacionales y anotó 3 goles por dicho seleccionado. Incluso participó con su selección, en 1 sola Copa Mundial. La única Copa Mundial en que Libuda jugó, fue en la edición de México 1970, donde anotó solo 1 gol y fue ante su similar de Marruecos. Libuda fue una de las figuras claves, para que su selección obtuviera el tercer lugar, tras vencer a su similar de Uruguay por 1 a 0, en el histórico Estadio Azteca de Ciudad de México.